# Sestra (film)
Sestra je české filmové drama režiséra Víta Pancíře, jenž jej natočil podle scénáře, který vychází z knihy Sestra od Jáchyma Topola. Hlavní role ve snímku hráli Jakub Zich a Verica Nedeska. V krátkém záběru se ve filmu objevil také Jáchym Topol (osoba s nákupním košíkem v obchodě Hypernova). Jako doprovod byla použita hudba skupiny Psí vojáci, jíž vedl Topolův bratr Filip Topol.